# Маккай (Квінсленд)
Маккай (англ. Mackay) – місто на східному узбережжі Квінсленду, Австралія, розташоване за 970 км від Брисбену, на річці Піонер. Маккай називають цукровою столицею Австралії, оскільки тут вирощують більше третини цукрової тростини країни.

## Історія

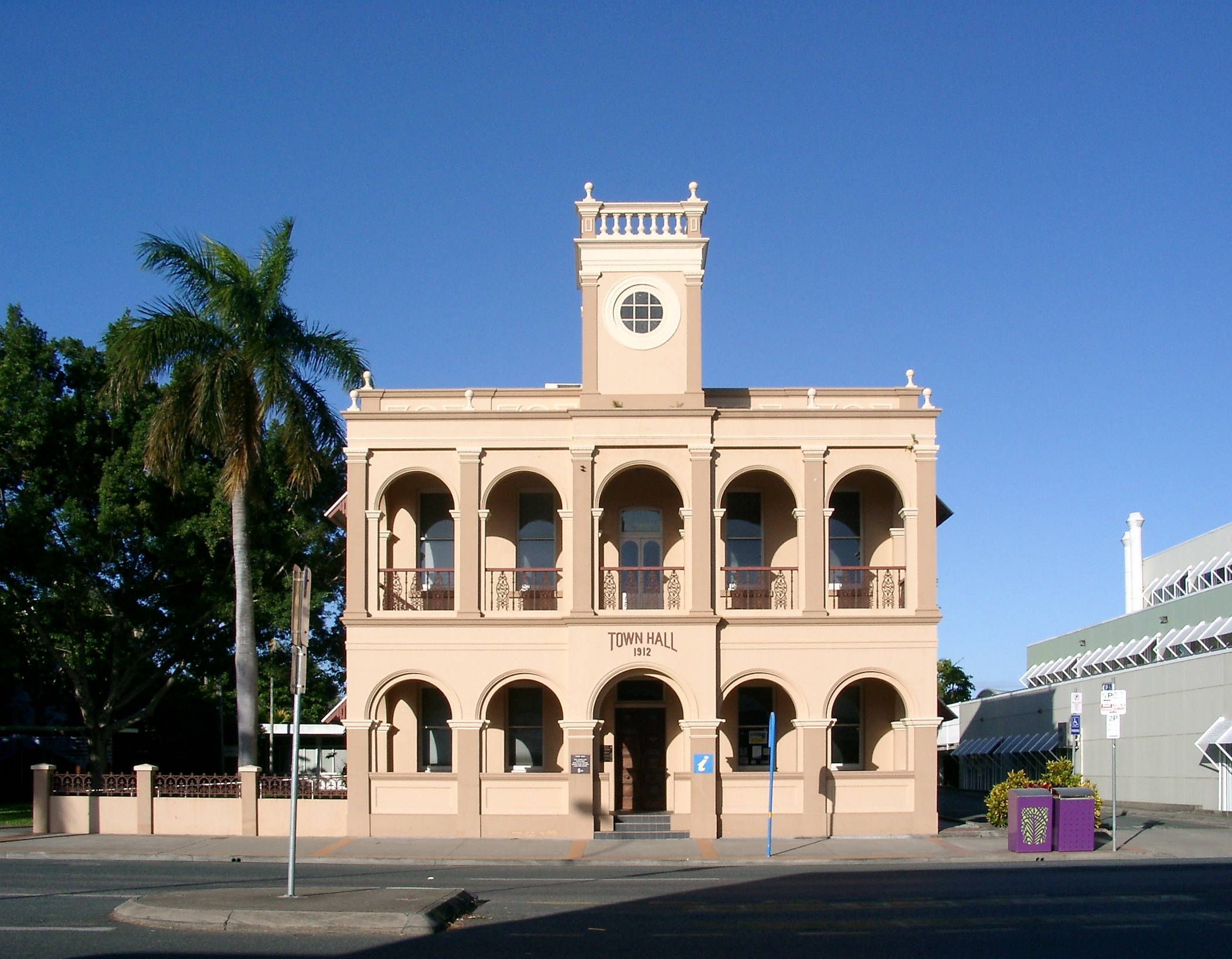
Міська Зала, збудована у 1912, тепер слугує інформаційним туристичним центром

Одним з найперших європейців, які подорожували через регіон, був капітан Королівського флоту  Джеймс Кук. Він досягнув узбережжя Маккаю 1 червня 1770.
Набагато пізніше у ці краї було здійснено декілька експедицій, більшість з яких вартували життя та здоров’я її учасникам. Ще згодом тут почали організовано оселятись переселенці з інших частин континенту.

## Географія
Маккай розташовано на 21 градусі південної широти на берегах річки Піонер.

### Клімат
Місто знаходиться у зоні, котра характеризується вологим субтропічним кліматом. Найтепліший місяць — січень із середньою температурою 26.7 °C (80 °F). Найхолодніший місяць — липень, із середньою температурою 16.7 °С (62 °F).
| Клімат Маккая           | Клімат Маккая | Клімат Маккая | Клімат Маккая | Клімат Маккая | Клімат Маккая | Клімат Маккая | Клімат Маккая | Клімат Маккая | Клімат Маккая | Клімат Маккая | Клімат Маккая | Клімат Маккая | Клімат Маккая |
| Показник                | Січ.          | Лют.          | Бер.          | Квіт.         | Трав.         | Черв.         | Лип.          | Серп.         | Вер.          | Жовт.         | Лист.         | Груд.         | Рік           |
| Абсолютний максимум, °C | 37            | 38            | 32            | 33            | 29            | 28            | 27            | 29            | 32            | 35            | 34            | 39            | 39            |
| Середній максимум, °C   | 30            | 29            | 28            | 26            | 23            | 21            | 21            | 22            | 25            | 27            | 28            | 30            | 26            |
| Середня температура, °C | 26            | 26            | 25            | 23            | 20            | 17            | 16            | 18            | 20            | 23            | 25            | 26            | 22            |
| Середній мінімум, °C    | 23            | 23            | 22            | 20            | 17            | 13            | 12            | 13            | 16            | 19            | 21            | 22            | 18            |
| Абсолютний мінімум, °C  | 17            | 17            | 13            | 12            | 7             | 4             | 3             | 5             | 7             | 10            | 15            | 15            | 3             |
| Норма опадів, мм        | 300           | 310           | 290           | 140           | 110           | 60            | 40            | 20            | 10            | 30            | 80            | 200           | 1660          |
| ----------------------- | ------------- | ------------- | ------------- | ------------- | ------------- | ------------- | ------------- | ------------- | ------------- | ------------- | ------------- | ------------- | ------------- |
| Джерело: Weatherbase    |               |               |               |               |               |               |               |               |               |               |               |               |               |

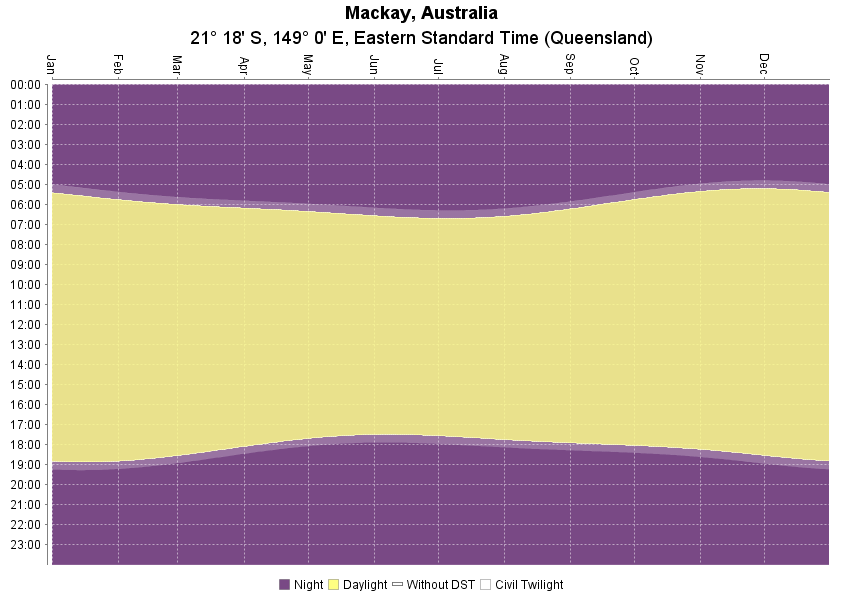
Діаграма сходу та заходу сонця у місті

18 лютого 1958 Маккай вразила сильна повінь, яку викликала потужна злива, що тривала близько доби. Населення міста рятувалось від повені на дахах будинків, їх доправляли до суходолу човнами і пароплавами. Повінь побила всі рекорди країни.
15 лютого 2008 року, майже точно через 50 років від часу останньої великої повені, Маккай знову було спустошено стихією, що зруйнувала близько 200 домівок.

## Економіка
Маккай історично відомий як один з найбільших регіонів сільського господарства (а точніше – цукрової тростини) Австралії. Однак, нещодавно основою місцевої економіки стала гірнича промисловість.

### Гірнича промисловість
Маккай має значні поклади вугілля. Це – найбільший вугільний басейн в Австралії, що включає 34 діючі шахти, що видобувають більше за 100 мільйонів тон щороку. Це становить близько 83 % від усього видобутку вугілля у Квінсленді. Більшість з видобутих копалин використовуються для задоволення внутрішніх потреб держави. Але разом з тим, значна частина сировини йде на експорт. Основними закордонними споживачами місцевого вугілля є Японія та Китай. Хоча вугілля і було знайдено тут ще наприкінці XIX століття, але лише 1971 було здобуто першу сировину у комерційних масштабах.

### Цукор

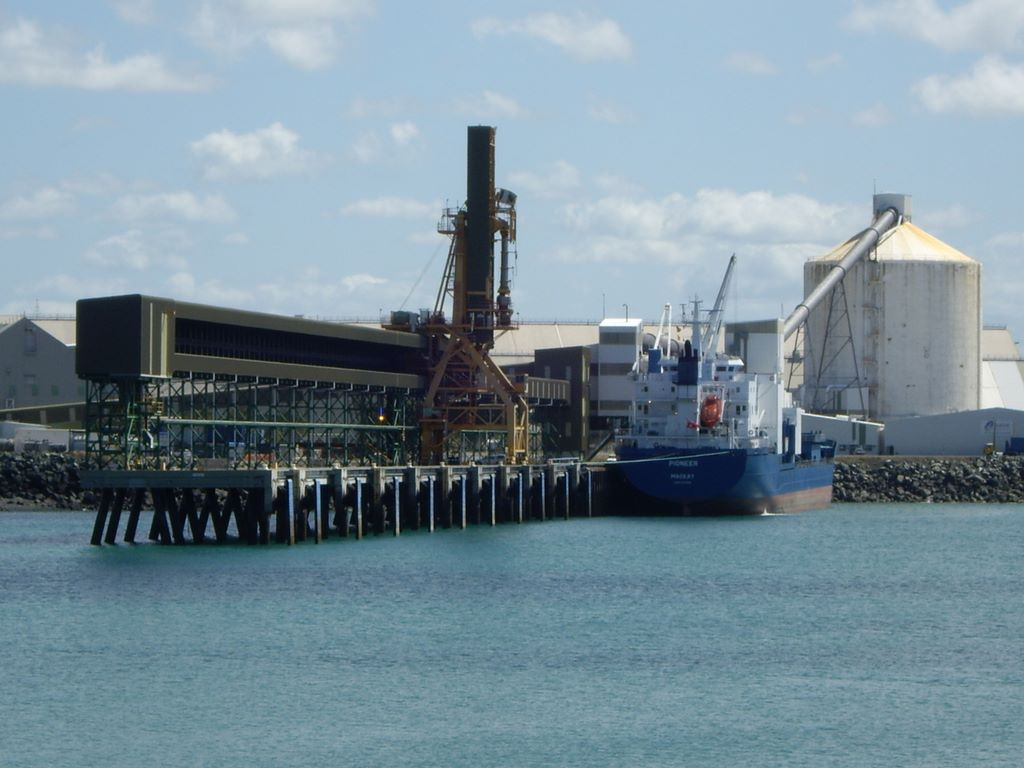
Цукровий термінал

Маккай широко відомий як «цукрова столиця Австралії», оскільки місто задовольняє більшу частину внутрішніх потреб та експорту країни.
Цукрова промисловість походить корінням з XIX століття. Історично, плантації тростини були маленькими і мали власні заводи, щоб переробляти тростину. Протягом довгих років невеличкі плантації об’єднались у великі зони вирощування тростини. Із багатьох заводів, що існували у Маккаї, протягом XX століття лишилось чотири.

### Туристичний бізнес
У порівнянні з іншими містами Квінсленду туризм у Маккаї все ще розвивається. Разом з тим, місто розташовано неподалік від відомих пам’яток, одна з яких – Великий бар'єрний риф.
За останніми підрахунками щорічно регіон відвідують близько 750,000 місцевих та міжнародних туристів.
Починаючи з 2000 року, у місті з’явилось декілька нових готелів.

### Морська промисловість

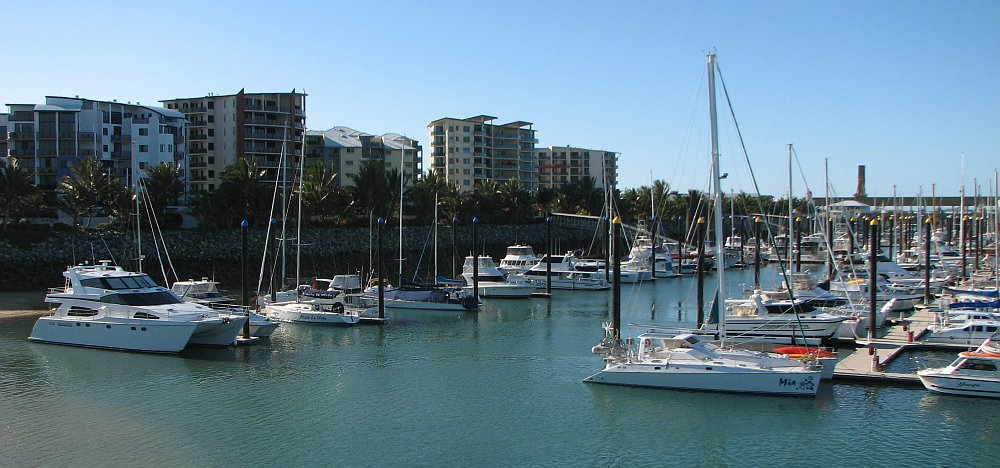
Порт Маккай

Подібно до туризму, морська промисловість також мало розвинена у регіоні, але має значний потенціал. Маккай має чудове місцерозташування, щоб стати визначним центром морської промисловості, що знаходиться на півдорозі між Брисбеном і Кернсом.
У дійсний час порт Маккай – найбільша база у регіоні для обслуговування, ремонту і супутніх послугдля щодо морських суден, особливо яхт високого класу.

## Місцеві пам’ятки

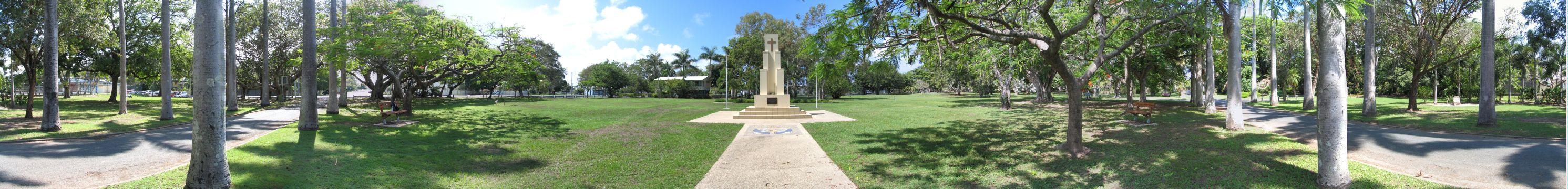
Панорама Королівського парку в Маккаї

У теперішній час спостерігається стабільне зростання числа туристів, що приїжджають до міста. У зв’язку з цим тут побудовано два інформаційних туристичних центри, де можна зробити запити відносно пам’яток міста, прилеглих територій та й усього регіону.

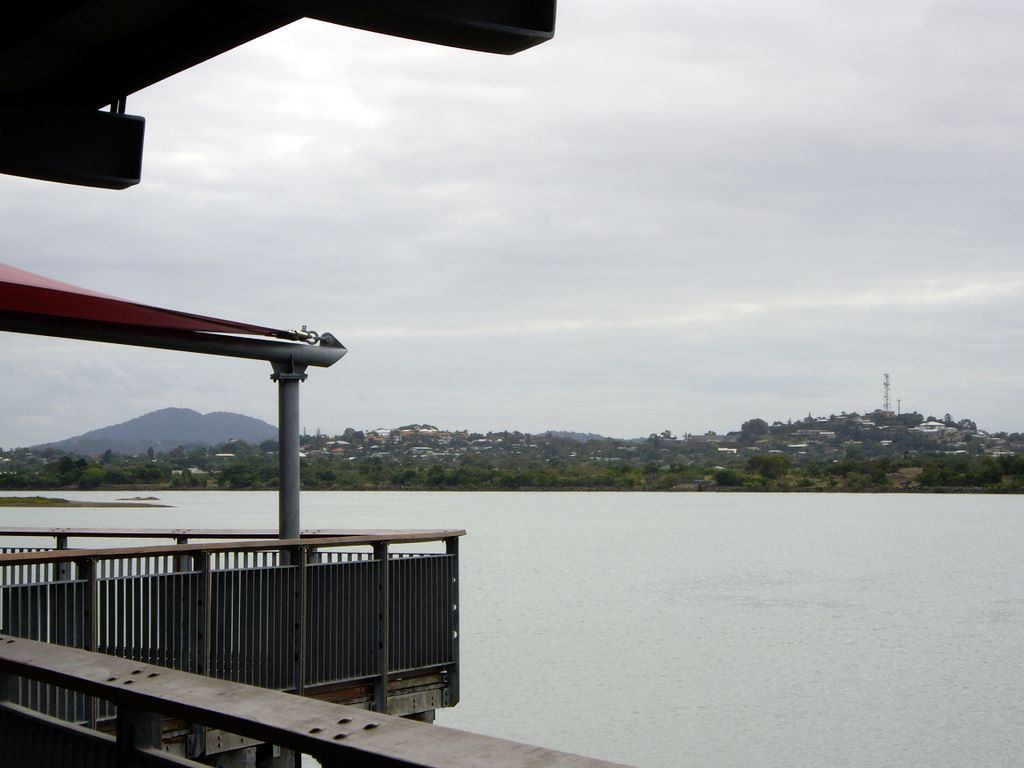

### Фестиваль Мистецтв
У місті щороку в липні проводиться Фестиваль Мистецтв, що налічує понад 20 років. Це – найбільший регіональний фестиваль у Квінсленді. У рамках фестивалю проводиться представлення різноманітних сортів вина, дегустація сиру, концерти джазової та іншої музики, художні виставки, танцювальні конкурси тощо.

### Серце міста
Центр міста відрізняється своєю унікальною архітектурою, будівлями, що збереглись від початку XX століття. Центр було модернізовано у 1990-ті. Крім того, у самому серці міста встановлено велику кількість бронзових меморіальних дощок і скульптур.

## Транспорт
Через Маккай проходять дві основні траси: А1 і 70-те шосе. A1 поєднує місто з Таунсвілем і Кернсом на півночі, а також з Рокгемптоном і Брисбеном на півдні. 70 шосе поєднує Маккай з Клермонтом на південному заході.

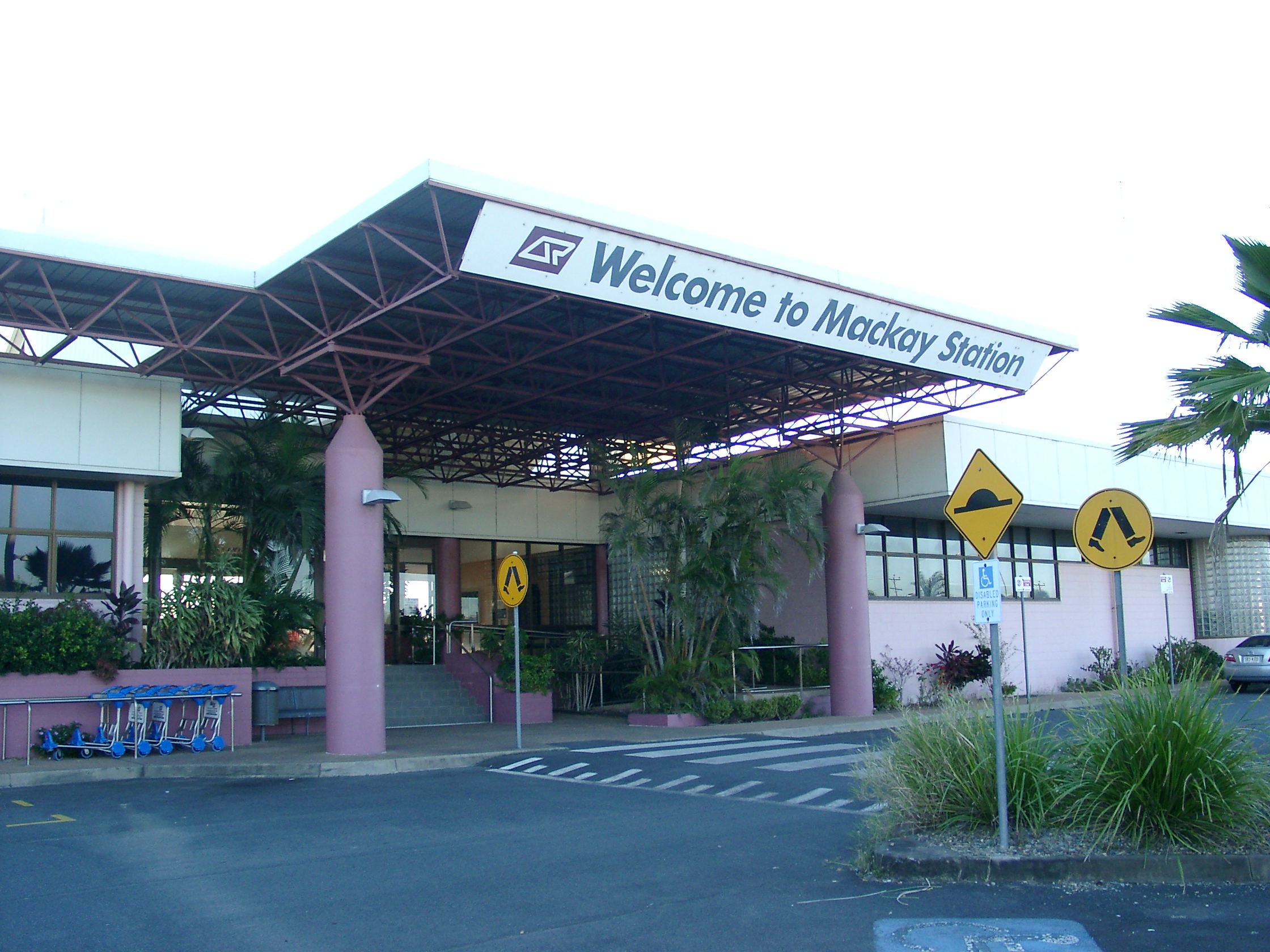
Залізнична станція

Поїзди від Брисбену проходять через Маккай на Таунсвіль і Кернс.
Крім того, місто має аеропорт, у якому чотири авіакомпанії пропонують рейси до Брисбена, Сіднея і Мельбурна, а також місцеві авіасполучення.

## Охорона здоров’я та освіта
У західній частині міста розташовано Базову лікарню, приблизно у 4 км від центра міста. Ця лікарня є основною у центральній частині штату. Ще дві лікарні місцевого значення розташовані у північній частині міста.
Державну освітню галузь міста становлять 11 початкових шкіл і три середніх школи. Приватна система освіти налічує п’ять початкових шкіл, один вторинний коледж, два 12-річних коледжі, один 10-річний коледж. Крім того, у місті є 2 державних коледжі: один 12-річний і один 10-річний.
Університетське містечко Університету Центрального Квінсленду знаходиться у передмісті Оорелі, а місцеве університетське містечко Університету Джеймса Кука знаходиться у південній частині міста.

## Самоврядування

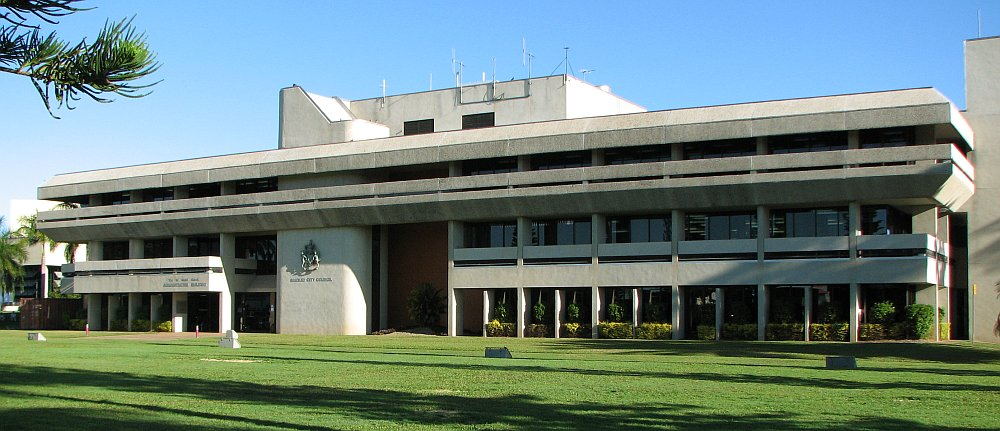
Будівля Регіональної ради, Гордон Стріт, Маккай.

Головним органом управління міста є Регіональна Рада Маккая, сформований у 1869. Мер - полковник Менг.

## ЗМІ
- Seven Місцеві Новини (щотижнева місцева газета новин)
- WIN Місцеві Новини (щотижнева місцева газета новин)
- Hot
- Sea
- MY105
- 4MK
- Zinc
- ABC Тропічна Північ
- 4CRM Радіо Спілки Маккая

## Відомі особистості
- Сенді Бронделло — член національної олімпійської збірної з баскетболу
- Гремі Конорс — співак і поет-пісенник кантрі-музики
- Дені Меллор — австралійський художник
- Нік Фрост — олімпійський плавець
- Кети Фрімен — олімпійська спринтерка
- Джоді Гордон — актриса телебачення і модель
- Беніта Джонсон — олімпійський бігун на довгі дистанції
- Лінда Макензі — член олімпійської збірної з плавання
- Джордж Т. Д. Мур — жокей
- Ніколь Пратт — тенісист
- Сміт Вільям Форгана — Прем'єр-міністр Квінсленду

## Міста-побратими
Маккей має такі міста-побратими:
- Кайлуа-Кона, Гаваї США з 4 січня 1966
- Мацуура, Японія з 22 липня 1989
- Хоніара, Соломонові Острови з 5 липня 1995
- Яньтай, Китай з 15 листопада 2012[11]